# Walckenaeria crocata
Walckenaeria crocata là một loài nhện trong họ Linyphiidae.
Loài này thuộc chi Walckenaeria. Walckenaeria crocata được Eugène Simon miêu tả năm 1884.